# Laly Soldevila
Eulalia Soldevila Vall (Barcelona, 25 de julio de 1933-Madrid, 12 de septiembre de 1979) fue una actriz española.

## Biografía
Su primera formación artística la adquirió en el Teatro Español Universitario. En su carrera en el teatro obtuvo grandes triunfos en obras como La Celestina, La carroza de plomo candente, El realquilado, Te espero en el Eslava, Medea, Las criadas,  La marquesa Rosalinda, El adefesio y Sabor a miel. Con una voz muy característica, se hizo muy popular por sus papeles cinematográficos, poniendo de relieve su gran vis cómica, aunque también interpretó con igual profundidad papeles dramáticos. Entre otras películas, trabajó en La gran familia, ¡Vivan los novios! —uno de sus papeles más recordados junto a José Luis López Vázquez—, El espíritu de la colmena y La escopeta nacional. 
En televisión, grabó en 1966 la serie de 26 capítulos Familia Colón, donde hacía el papel de criada de una familia argentina que venía a España. Pero la fama le llegó cuando trabajó junto a Julia Martínez en la serie La casa de los Martínez y posteriormente apareció en un anuncio muy popular de detergentes como la Tía Felisa.
Falleció de cáncer en Madrid, el 12 de septiembre de 1979, con apenas 46 años de edad. Póstumamente, la escritora Carmen Martín Gaite le dedicó una obra de teatro: La hermana pequeña.
Fue enterrada en el Cementerio Sur de Madrid.

## Filmografía (selección)
- Tres de la Cruz Roja (1961)
- Vamos a contar mentiras (1962)
- Vuelve San Valentín (1962)
- La gran familia (1962)
- Marisol rumbo a Río (1962)
- Los chicos con las chicas (1962)
- Los derechos de la mujer (1963)
- La tía Tula (1964)
- Tú y yo somos tres (1964)
- No somos de piedra (1968)
- El hueso (1968)
- ¡Vivan los novios! (1969)
- Soltera y madre en la vida (1969)
- No somos ni Romeo ni Julieta (1969)
- ¡Vivan los novios! (1970)
- Cateto a babor (1970)
- Pierna creciente, falda menguante (1970)
- El astronauta (1970)
- De profesión sus labores (1970)
- La graduada (1971)
- Soltero y padre en la vida (1972)
- Guapo heredero busca esposa (1972)
- La descarriada (1972)
- Ligue Story (1972)
- Celos, amor y Mercado Común (1973)
- Don Quijote cabalga de nuevo (1973)
- El espíritu de la colmena (1973)
- Jenaro, el de los 14 (1974)
- Tocata y fuga de Lolita (1974)
- Fin de semana al desnudo (1974)
- El calzonazos (1974)
- Duerme, duerme,t mi amor (1975)
- El mejor regalo (1975)
- Mi mujer es muy decente, dentro de lo que cabe (1975)
- Tres suecas para tres rodríguez (1975)
- No quiero perder la honra (1975)
- Cuando los maridos se iban a la guerra (1976)
- Haz la loca... no la guerra (1976)
- Al fin solos, pero... (1977)
- Eva, limpia como los chorros del oro (1977)
- Obsesión (1977)
- Las marginadas (1977)
- Estoy hecho un chaval (1977)
- Vota a Gundisalvo (1977)
- Sonámbulos (1977)
- La escopeta nacional (1978)
- ¿Qué hace una chica como tú en un sitio como éste? (1979)
- La insólita y gloriosa hazaña del cipote de Archidona (1979)
- El buscón (1979)